# Vlàdne
Vlàdne (en (ucraïnès): Владне) és un poble de la República Autònoma de Crimea a Ucraïna, que el 2014 tenia 3 habitants. Pertany al districte rural de Saki.